# Rhinocypha drusilla
Rhinocypha drusilla – gatunek ważki z rodziny Chlorocyphidae. Występuje w południowych Chinach i prawdopodobnie jest endemitem tego kraju.